# Luis Fernando Fernández (futbolista)
Luis Fernando Fernández Rodríguez (Villafáfila, Zamora, 3 de septiembre de 1964), conocido como Luis Fernando es un exfutbolista español. Su demarcación era la de centrocampista.  
Como futbolista se formó en las canteras vascas del Iturrigorri y el Athletic Club, al que llegó con 16 años.
Debutó con el Athletic Club, en Primera División, el 9 de septiembre de 1984. Este debut estuvo propiciado por la huelga de futbolistas profesionales llevada a cabo esa jornada. El 24 de enero de 1985 jugó su único partido con la selección española sub-21.
Jugó 201 partidos en Primera División entre el Athletic Club y el Real Burgos.

## Trayectoria
- 1983-88: Bilbao Athletic
- 1984-92: Athletic Club.
- 1992-94: Real Burgos.
- 1994-95: Gernika